# قره‌مان‌لی بالا
قره‌مان‌لی بالا (به لاتین: Yuxarı Qaramanlı) یک منطقه مسکونی در جمهوری آذربایجان است که در شهرستان نفت‌چاله واقع شده‌است. این روستا ۲۷۳۷ نفر جمعیت دارد.